# Rob Estes
Robert Alan Estes (ur. 22 lipca 1963 w Norfolk, w stanie Wirginia) – amerykański aktor telewizyjny.

## Życiorys

### Wczesne lata
Ukończył studia na Uniwersytecie Południowej Kalifornii w Los Angeles. Pracował jako kaskader.

### Kariera
Jego kariera aktorska rozpoczęła się od telewizyjnego debiutu w roli Glenna Gallaghera w operze mydlanej NBC Dni naszego życia (Days of Our Lives, 1986-87). Pojawił się w dwóch telewizyjnych produkcjach ABC; komedii romantycznej Wymiana studencka (Student Exchange, 1987) z Heather Graham, Maurą Tierney, O.J. Simpsonem, Lisą Hartman i Lindsay Wagner oraz komedii Doskonali ludzie (Perfect People, 1988) u boku Perry’ego Kinga, Lauren Hutton i Priscilli Barnes. W 1988 występował podczas Edinburgh Festival z USA Theatre Group.
Zadebiutował na kinowym ekranie w filmie Śmierć w miękkim futerku (Uninvited, 1988). Po gościnnym udziale w serialach – CBS Simon i Simon (Simon & Simon, 1988), FOX 21 Jump Street (1989) z Johnny Deppem i ABC Młodzi jeźdźcy (The Young Riders, 1989) u boku Stephena Baldwina i Josha Brolina, zagrał w thrillerze Fantom centrum handlowego (Phantom of the Mall: Eric's Revenge, 1989) z Morgan Fairchild.
W dramacie sensacyjnym Szachownica (Checkered Flag, 1990) z Billem Campbellem wystąpił jako kierowca rajdowy. Sympatię telewidzów zdobył rolą sierżanta Chrisa Lorenzo w serialu CBS Jedwabne pończoszki (Silk Stalkings, 1991-95) oraz jako restaurator Kyle McBride w operze mydlanej FOX Melrose Place (1993-99). Spróbował także sił jako reżyser kilku odcinków tych dwóch seriali. Pojawił się także w sitcomie NBC A teraz Susan (Suddenly Susan, 1999–2000) jako fotograf Oliver Browne zainteresowany tytułową bohaterką (Brooke Shields), serialu Warner Bros. Kochane kłopoty (Gilmore Girls, 2003) jako Jimmy Mariano, marnotrawny ojciec Jessa (Milo Ventimiglia) – chłopaka Rory Gilmore (Alexis Bledel), serialu CBS CSI: Kryminalne zagadki Miami (CSI: Miami, 2006–2007).
Występował na scenie w spektaklach: Za rok o tej samej porze (Same Time, Next Year, 2004) i Jezioro (The Lake, 2005).

## Życie prywatne
1 maja 1992 ożenił się z Josie Bissett. Mają syna Masona True (ur. 21 lipca 1999) i córkę Mayę Rose (ur. 14 kwietnia 2002). W 2005 żyli w separacji, jego żona zamieszkała w Seattle. W styczniu 2006 roku para oznajmiała, że się rozstali. 15 czerwca 2010 poślubił nauczycielkę i surferkę Erin Bolte, z którą ma syna Makai'a Ever'a (ur. 29 kwietnia 2011).

## Filmografia

### Filmy fabularne
- 1987: Wymiana studencka (Student Exchange, TV) jako Beach
- 1988: Doskonali ludzie (Perfect People, TV) jako Monty
- 1988: Śmierć w miękkim futerku (Uninvited) jako Corey
- 1992: Żelazny Orzeł 3 – Asy (Aces: Iron Eagle III) jako Doyle
- 1994: Nostradamus jako Michael Nostrand
- 1996: Słodka pokusa (Sweet Temptation) jako Billy Stone
- 1997: Bliskie zagrożenie (Close to Danger, TV) jako Adam
- 2005: Ja tak, a oni nie (I Do, They Don’t, TV) jako Jim Barber
- 2012: Hello Herman jako Chet Clarkson
- 2014: Signed, Sealed, Delivered for Christmas jako Jordan Marley
- 2019: I’ll Be Watching jako detektyw Mark Paine
- 2020: After 2 jako Ken Scott

### Seriale TV
- 1986-87: Dni naszego życia (Days of Our Lives) jako Glenn Gallagher
- 1988: Simon i Simon (Simon & Simon) jako John Channing
- 1989: Młodzi jeźdźcy (The Young Riders) jako Curly
- 1989: 21 Jump Street jako Darryl
- 1991: Zorro jako Monty
- 1991-95: Jedwabne pończoszki (Silk Stalkings) jako sierżant Chris Lorenzo
- 1993-99: Melrose Place jako Kyle McBride
- 1999–2000: A teraz Susan (Suddenly Susan) jako Oliver Browne
- 2000: Powrót do Providence (Providence) jako John Hemming
- 2002: Strefa mroku (The Twilight Zone) jako Scott Turner
- 2003: Prawo i porządek: sekcja specjalna jako Dan Hoffman
- 2003: Kochane kłopoty (Gilmore Girls) jako Jimmy Mariano
- 2006–2007: CSI: Kryminalne zagadki Miami (CSI: Miami) jako Nick Townsend
- 2007–2008: Kobiecy Klub Zbrodni (Women’s Murder Club) jako Tom Hogan
- 2008–2010: 90210 jako Harry Wilson
- 2012: Świry (Psych) jako Jordon Beaumont
- 2012: Nie ma lekko (Necessary Roughness) jako Rob Maroney
- 2014: Castle jako Julian Bruckner
- 2015: CSI: Cyber jako Julian Perkins
- 2017: Mroczne zagadki Los Angeles jako Clark Farman
- 2017: Daytime Divas jako Vance Gordan
- 2017: Nocna zmiana jako Colonel Parnell
- 2018: Famous In Love jako Steve
- 2019: Głos serca jako Theodore Richardson